# Zohor
Zohor és un poble i municipi d'Eslovàquia que es troba a la regió de Bratislava, a l'extrem occidental del país, prop de la frontera amb Àustria.

## Demografia
| Godina             | 1994 | 2004   | 2014   | 2024    |
| ------------------ | ---- | ------ | ------ | ------- |
| Nombre de persones | 2994 | 3232   | 3264   | 3774    |
| Diferència         |      | +7,94% | +0,99% | +15,62% |

| Godina             | 2023 | 2024   |
| ------------------ | ---- | ------ |
| Nombre de persones | 3706 | 3774   |
| Diferència         |      | +1,83% |